# Benigno Gutiérrez
Benigno Gutiérrez (1925. szeptember 1. – ?) bolíviai válogatott labdarúgó.
A bolíviai válogatott tagjaként részt vett az 1947-es az 1949-es és az 1953-as Dél-amerikai bajnokságon, illetve az 1950-es világbajnokságon.

## Külső hivatkozások
- Benigno Gutiérrez – a FIFA adatbázisában